# Kożuchów (gromada w powiecie nowosolskim)
Kożuchów – dawna gromada, czyli najmniejsza jednostka podziału terytorialnego Polskiej Rzeczypospolitej Ludowej w latach 1954–1972.
Gromady, z gromadzkimi radami narodowymi (GRN) jako organami władzy najniższego stopnia na wsi, funkcjonowały od reformy reorganizującej administrację wiejską przeprowadzonej jesienią 1954 do momentu ich zniesienia z dniem 1 stycznia 1973, tym samym wypierając organizację gminną w latach 1954–1972.
Gromadę Kożuchów z siedzibą GRN w mieście Kożuchowie (nie wchodzącym w jej skład) utworzono 1 stycznia 1959 w powiecie nowosolskim w woj. zielonogórskim na mocy uchwały nr V/20/58 WRN w Zielonej Górze z dnia 25 października 1958 z obszarów zniesionych gromad Stypułów i Mirocin Średni.
31 grudnia 1961 do gromady Kożuchów włączono obszar zniesionej gromady Solniki w tymże powiecie; z gromady Kożuchów wyłączono natomiast wieś Mirocin Średni wraz z przysiółkami Mirocin Górny i Mirocin Dolny, włączając je do nowo utworzonej gromady Mirocin Średni tamże.
4 maja 1963 z gromady Kożuchów wyłączono wsie Niecierz i Borów Polski (bez przysiółków Zawada, Dziadoszyce i Bielice), włączając je do nowo utworzonej gromady Nowe Miasteczko w tymże powiecie.
1 stycznia 1972 do gromady Kożuchów włączono tereny o powierzchni 2120 ha z miasta Kożuchów w tymże powiecie.
Gromada przetrwała do końca 1972 roku, czyli do kolejnej reformy gminnej. 1 stycznia 1973 w powiecie nowosolskim utworzono gminę Kożuchów.